# Gare d'Aublain
La gare d'Aublain est une ancienne gare ferroviaire belge de la ligne 156, de Hastière à Anor située à Aublain, section de la commune de Couvin, en région wallonne dans la province de Namur.
Mise en service en 1858[réf. nécessaire] par la Compagnie de Chimay, elle ferme en 1964.

## Situation ferroviaire
La gare d'Aublain était établie au point kilométrique (PK) 35,8 de la ligne 156, de Hermeton-sur-Meuse (Hastière) à Anor (France), via Mariembourg et Chimay entre les gares de Boussu-en-Fagne et de Lompret.

## Histoire
La Société anonyme du chemin de fer de Mariembourg à Chimay (Compagnie de Chimay) reçoit en 1856 la concession d'un chemin de fer reliant ces deux villes. La section de Mariembourg à Chimay est livrée à l'exploitation le 15 octobre 1858. Il est fait mention en 1863 d'une station à Aublain
La SNCB ferme la ligne aux voyageurs entre Mariembourg et Chimay le 14 septembre 1964 et aux marchandises en 1987. De 1987 à 1999, le Chemin de fer à vapeur des Trois Vallées crée une desserte touristique sur la ligne. Les rails sont retirés en 2011.

## Patrimoine ferroviaire
La gare d'Aublain possédait deux bâtiments. Les deux bâtiments se trouvaient en bord de quai le long de la voie, de part et d'autre de la rue de la Galoperie et n'existent plus. Le bâtiment situé perpendiculairement à la ligne disposé comme une maison de garde-barrière, est en réalité la maison d'un ancien marchand de légumes. Réf: Famille TILQUIN Chef gare entre 1936 et 1945
Le premier bâtiment était le logement du Chef Gare. Réf: Famille TILQUIN Chef gare entre 1936 et 1945
Le second bâtiment situé de l'autre côté du passage à niveau, le bâtiment des voyageurs diffère du plan standard de la Compagnie de Chimay. Il consiste en une partie en brique pour les colis et marchandises se prolongeant par une aile de trois travées à la structure en pans de bois.
La ligne est aménagée en RAVeL depuis 1990.